# Duewag
 (avril 2010).
Si vous disposez d'ouvrages ou d'articles de référence ou si vous connaissez des sites web de qualité traitant du thème abordé ici, merci de compléter l'article en donnant les références utiles à sa vérifiabilité et en les liant à la section « Notes et références ».
Duewag AG, est un ancien constructeur allemand de matériel ferroviaire, intégré en 1999 au groupe Siemens AG (Siemens Transportation Systems puis Siemens Mobility).

## À travers leXXesiècle
La société naît en 1898, sous la raison Waggonfabrik Uerdingen AG, du nom d'un quartier de la cité rhénane de Krefeld, dans la Ruhr.
En 1935, elle s'associe à sa voisine Düsseldorfer Waggonfabrik (= Dü Wag), tandis qu'une troisième compagnie, la Waggonfabrik Talbot d'Aix-la-Chapelle, prend une participation de 25 % au capital.
Une répartition des rôles s'opère. Uerdingen monte les gros véhicules, voitures de voyageurs. Düsseldorf s'occupe des ensembles légers, tramways et tram-train, concept très développé outre-Rhin.
Il faut néanmoins attendre 1981, pour voir les productions des deux entités définitivement regroupées sous une bannière unique: Düwag.
Au milieu de la décennie suivante, Talbot cède sa participation à Siemens, avant d'être elle-même absorbée par le canadien Bombardier Transport.

## Modèles de tramways
- Les trams de type GT6 ont été vendus à de très nombreux réseaux européens, ou construits sous licence, entre 1956 et la fin des années 1970. Moins commun, le GT6Z est une version bi-directionnelle dotée d'un poste de conduite à chaque extrémité.

## Le matériel Duewag en Allemagne

### Hanovre

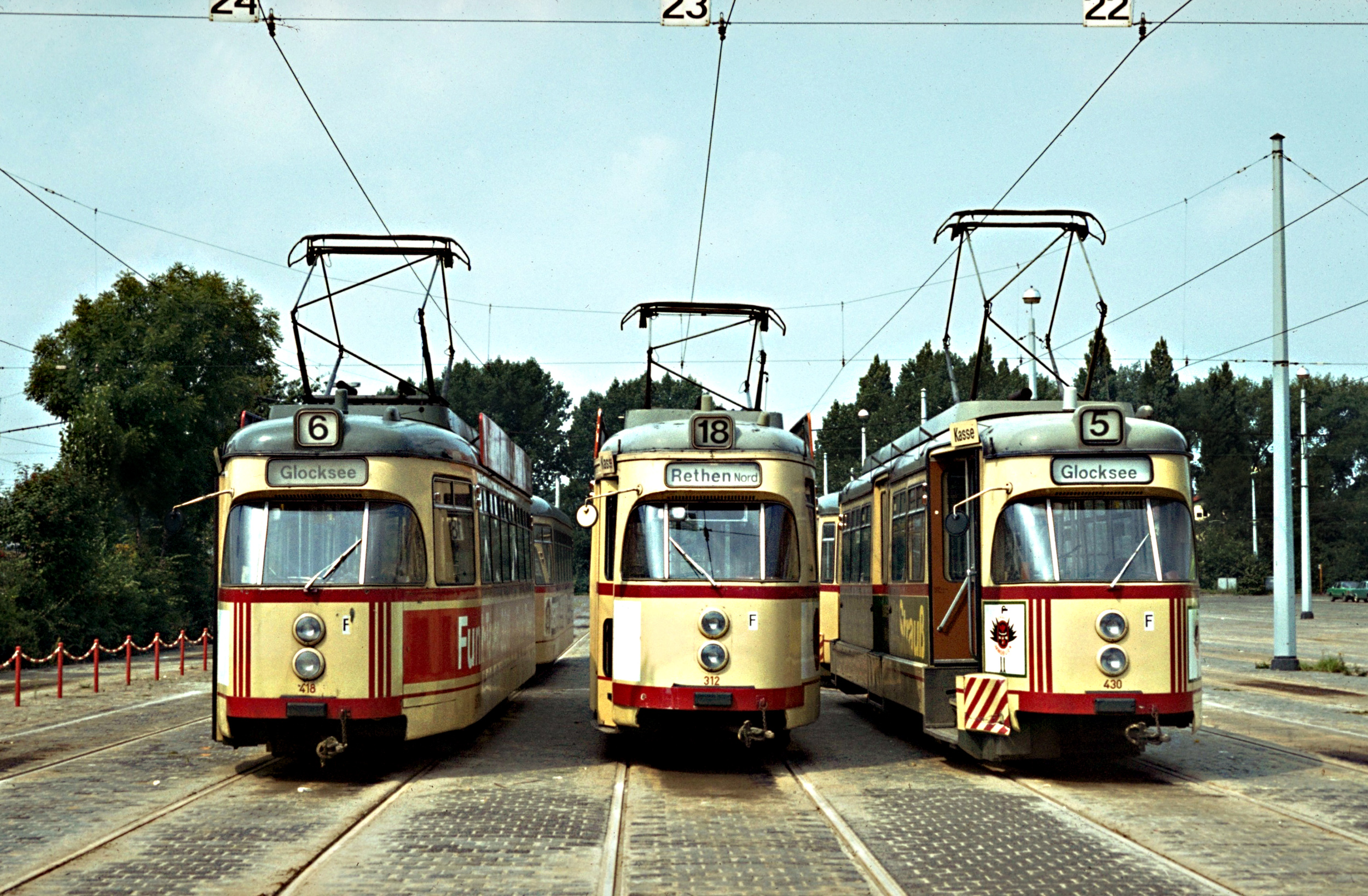
Côte à côte d'une 400, une 300 et une 400 élargie.

Le tramway de Hanovre (réseau Üstra (de)), à écartement normal, a employé de nombreux véhicules Düwag, principalement non-articulés, jusqu'à son démantèlement au profit du métro léger de Hanovre. Ils se caractérisent par leurs bogies réalisés par Linke-Hoffman-Busch (LHB) au lieu de Duewag. Les motrices unicaisse (sauf les 715-716) emploient un pare-brise incurvé flanqué de deux baies galbées triangulaires.
En 1951, il réceptionne la motrice 301 et la remorque 1301, premiers véhicules de la famille Duewag Grossraumwagen (de) ; ces véhicules monocaisse à bogie sont unidirectionnels et larges de 2,20 m. La série des motrices 302-337 et les remorques 1302-1335 complètent les effectifs entre 1952 et 1955.
Les motrices 715-716 de 1951 sont particulières, tout comme la remorque 1524. Ces véhicules bidirectionnels sont pourvus de portes des deux côtés mais d'une seule cabine et étaient destinés à parcourir la ligne 11 (Sarstedt – Ahrbergen – Groß Förste – Hasede – Hildesheim) longue de 30 km. La composition normale est de deux motrices encadrant la remorque, laquelle est pourvue d'un compartiment restaurant jusqu'en 1956. En 1956 sont livrées les 717-718 et la remorque 1525 destinées à la ligne 11 qui se distinguent par leur caisse raccourcie aux extrémités sans cabine et leur absence de pan-coupé à cet endroit. Le matériel de la ligne 11 arbore une livrée bicolore rouge et crème qu'il perd lorsque la ligne 11 est amputée d'une partie de sa longueur en 1958. Après une révision en 1966 (suppression des portes du côté gauche), les motrices sont renumérotées 342-343, 352-353 et les remorques 1341-1342.
Les 401-460 de 1956-1958 se distinguent des motrices unidirectionnelles précédentes par leur largeur de 2,35 m. D'abord exploitées en double traction, elles sont accompagnées en 1957-1960 par les 2000-2056, des remorques motorisées dotées de moteurs de traction mais dépourvues de pantographe ou de poste de conduite. Afin de disposer de matériel roulant en complément des véhicules de métro léger, 10 motrices et 25 remorques sont transformées avec des marchepieds rétractables montés sur une extension du bas de caisse portant la largeur à 2,5 m. Surnommés "bacs à fleurs", ces carénages seront également apposés à des motrices ordinaires lorsqu'elles tractaient en surface des remorques élargies.
Hanovre commande son dernier lot de tramways Duewag en 1961-1962 sous la forme de 22 motrices articulées GT6 (501-522) et 20 remorques ordinaires (2061-2080), à la caisse semblable à celle de la série 2000. Avec le déclin progressif des tramways de surface, la série 300 est radiée pour 1982, les 400 en 1990 et les 500 en 1998. Plusieurs véhicules de chaque série d'après-guerre ont été préservés, sauf certains prototypes.
Afin de circuler sur le réseau de métro léger réalisé en site propre ou par modernisation des lignes de surface, Duewag livre en 1971 le prototype 601 qui est sur le plan mécanique une évolution des GT6 Typ Mannheim ; la caisse est semblable à celle du prototype 600 commandé à LHB. Le 601, vendu à Montréal en 1975 jette les bases de la série TW 6000 (de), 260 rames à trois éléments construites par Duewag et Linke-Hoffman-Busch de 1974 à 1993. Une cinquantaine était encore en service en 2002 ; d'autres ont été prêtées ou vendues aux réseaux de la Haye, Houten puis Budapest. Les motrices Siemens du Métro léger de Tunis sont inspirées de la série 6000.

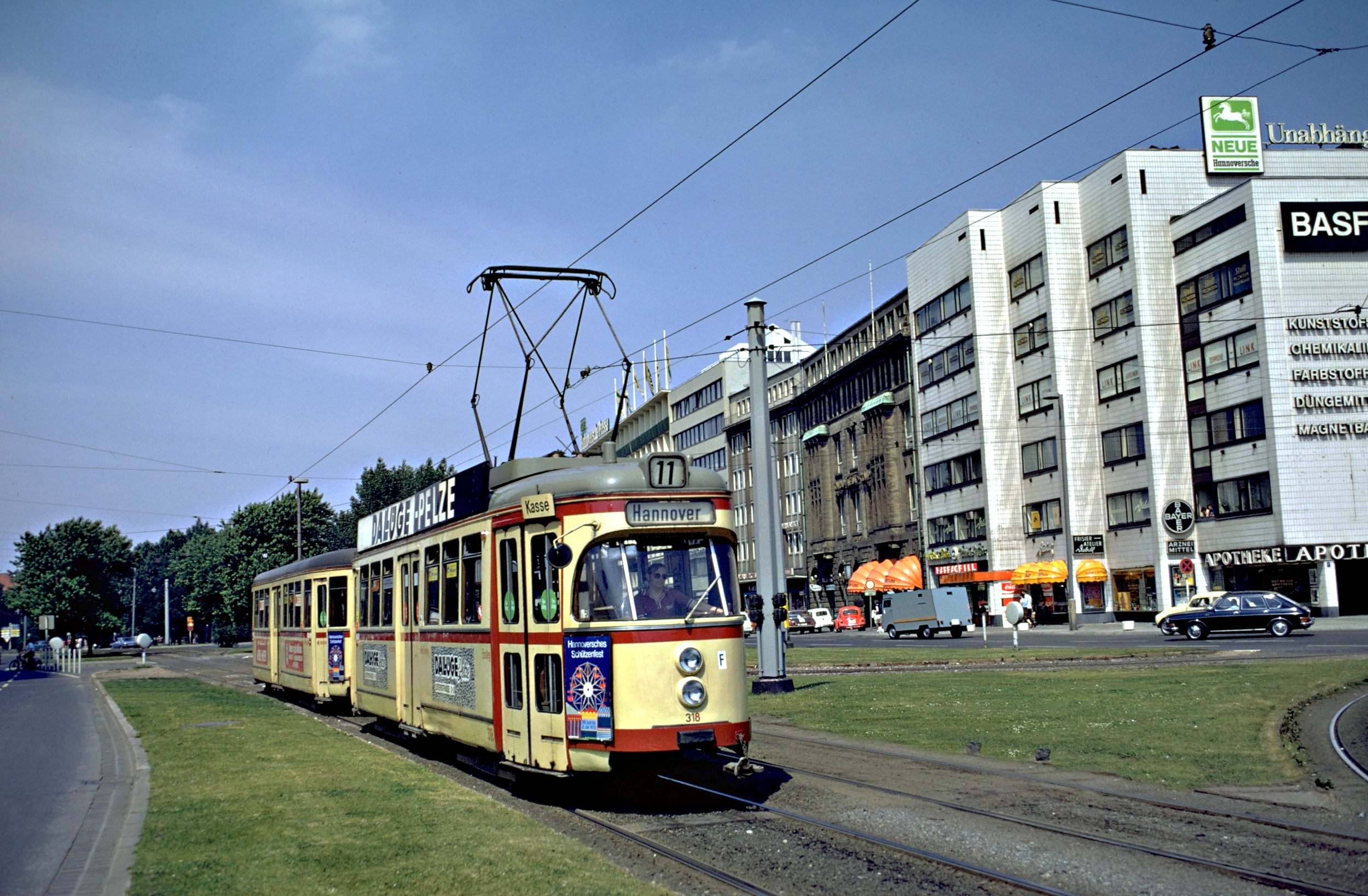
Motrice 316 et remorque.
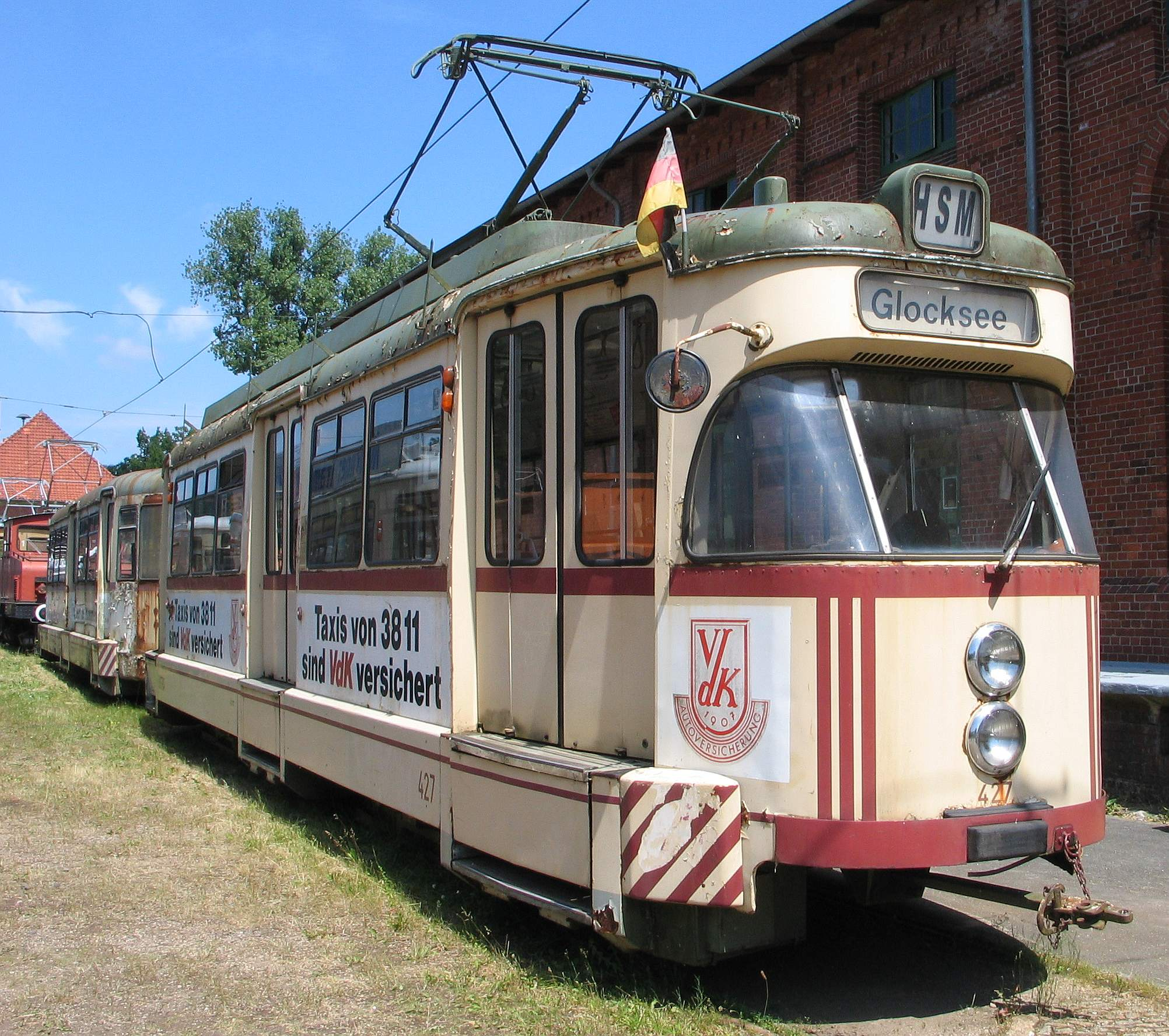
427 et remorque dans les collections du musée.
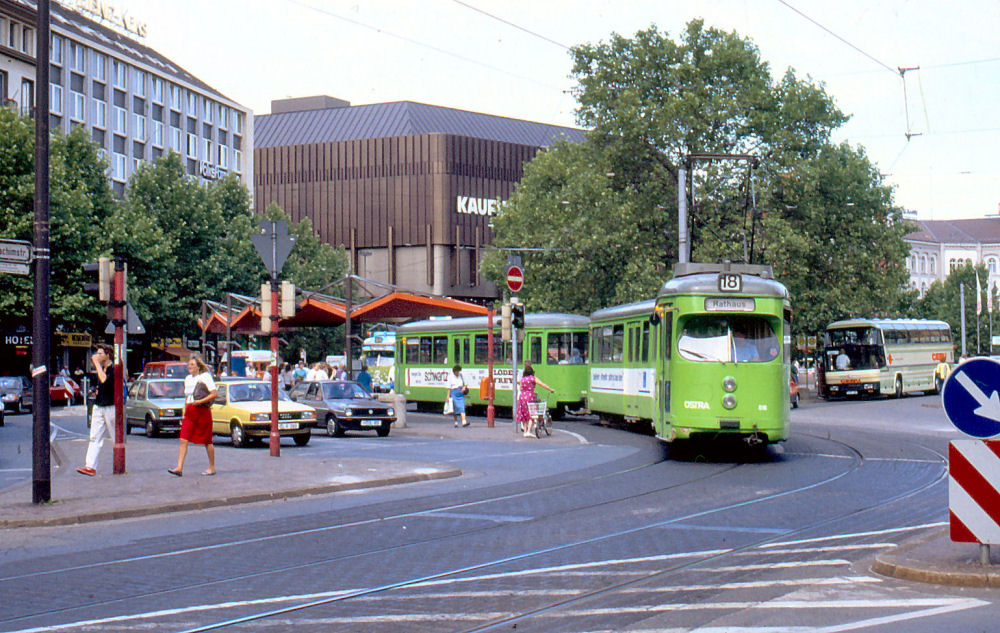
Motrice 516 et remorque en 1989.
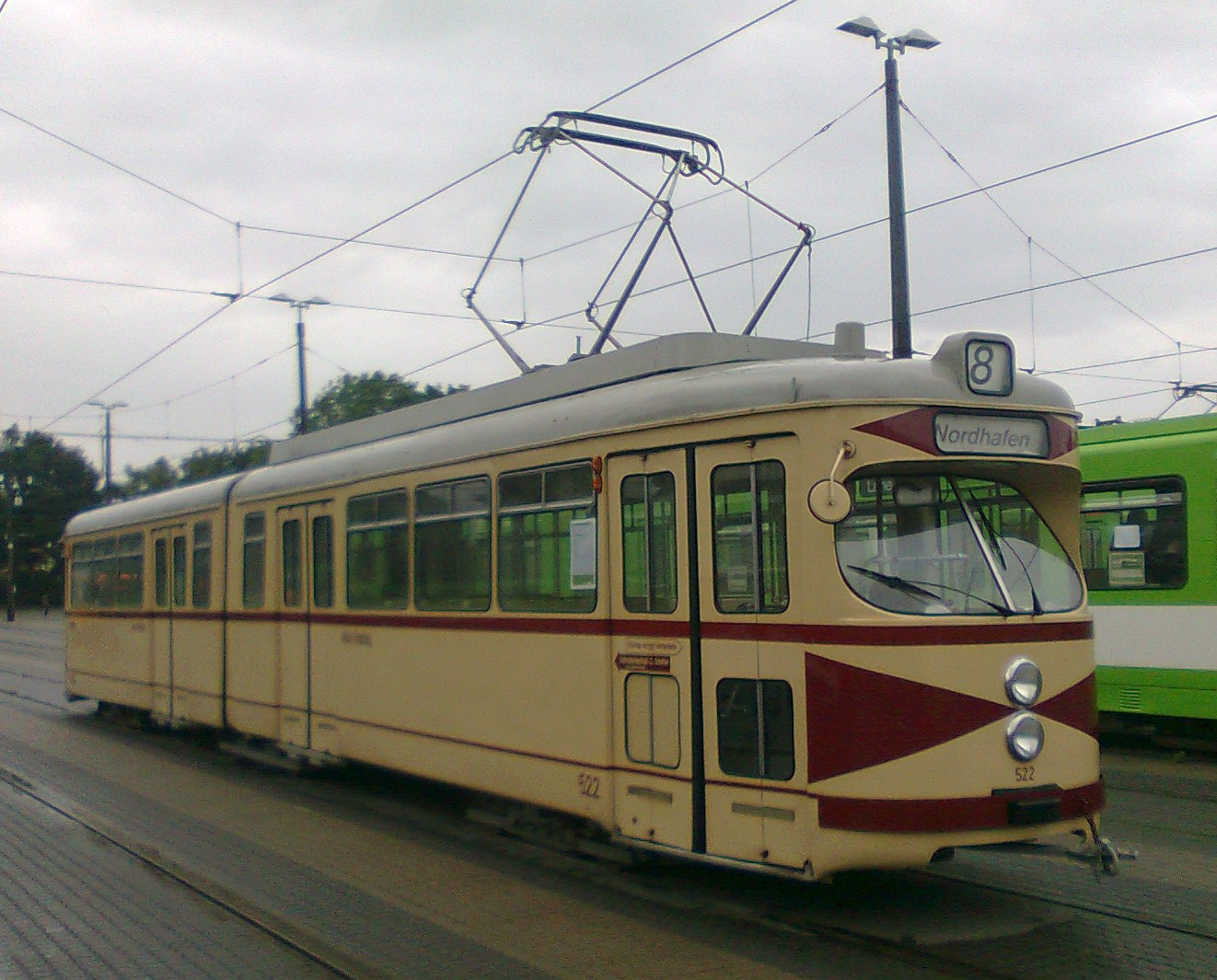
La 522 restaurée en état d'origine.
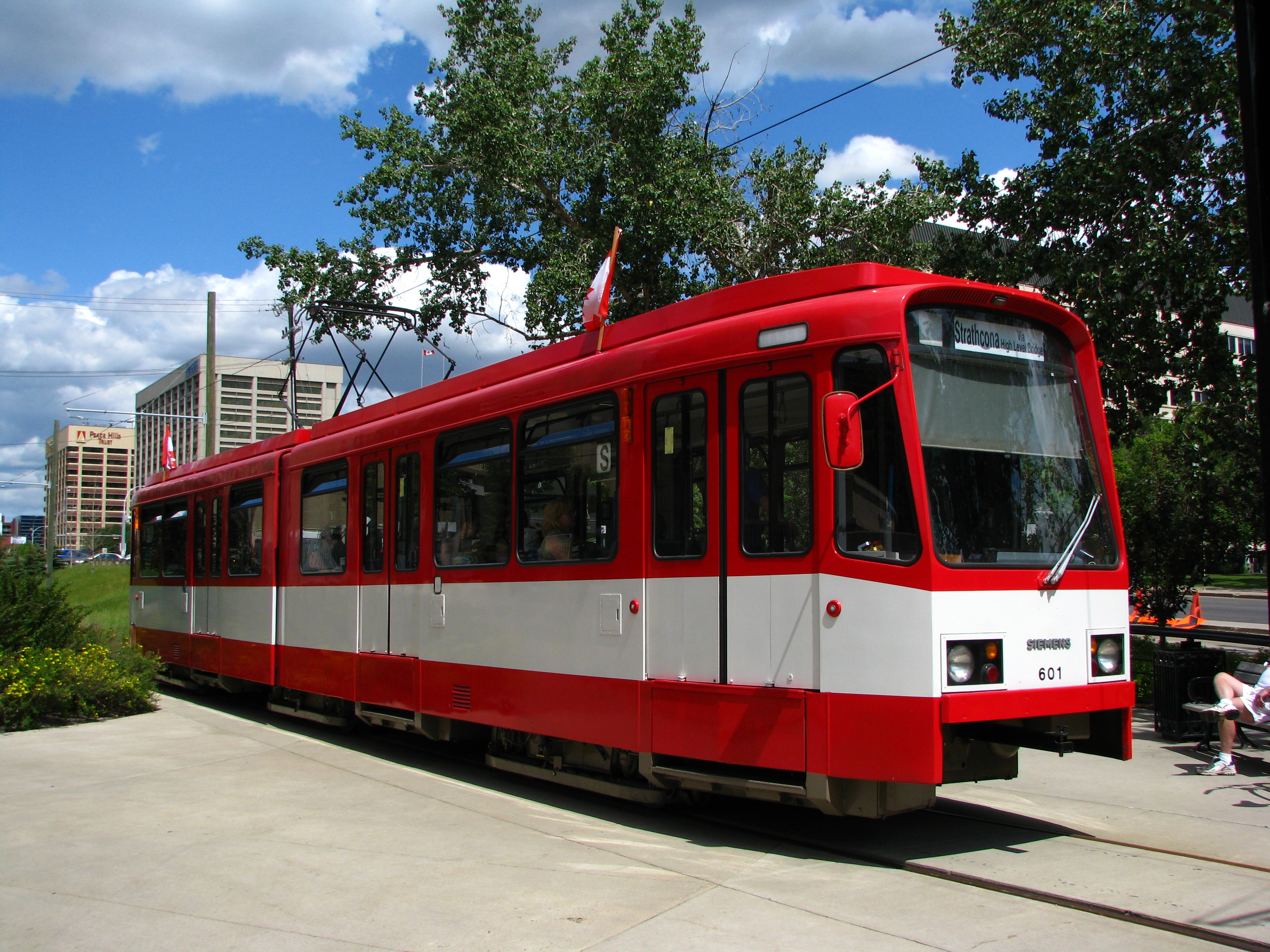
Le 601 au musée d'Edmonton, Canada.
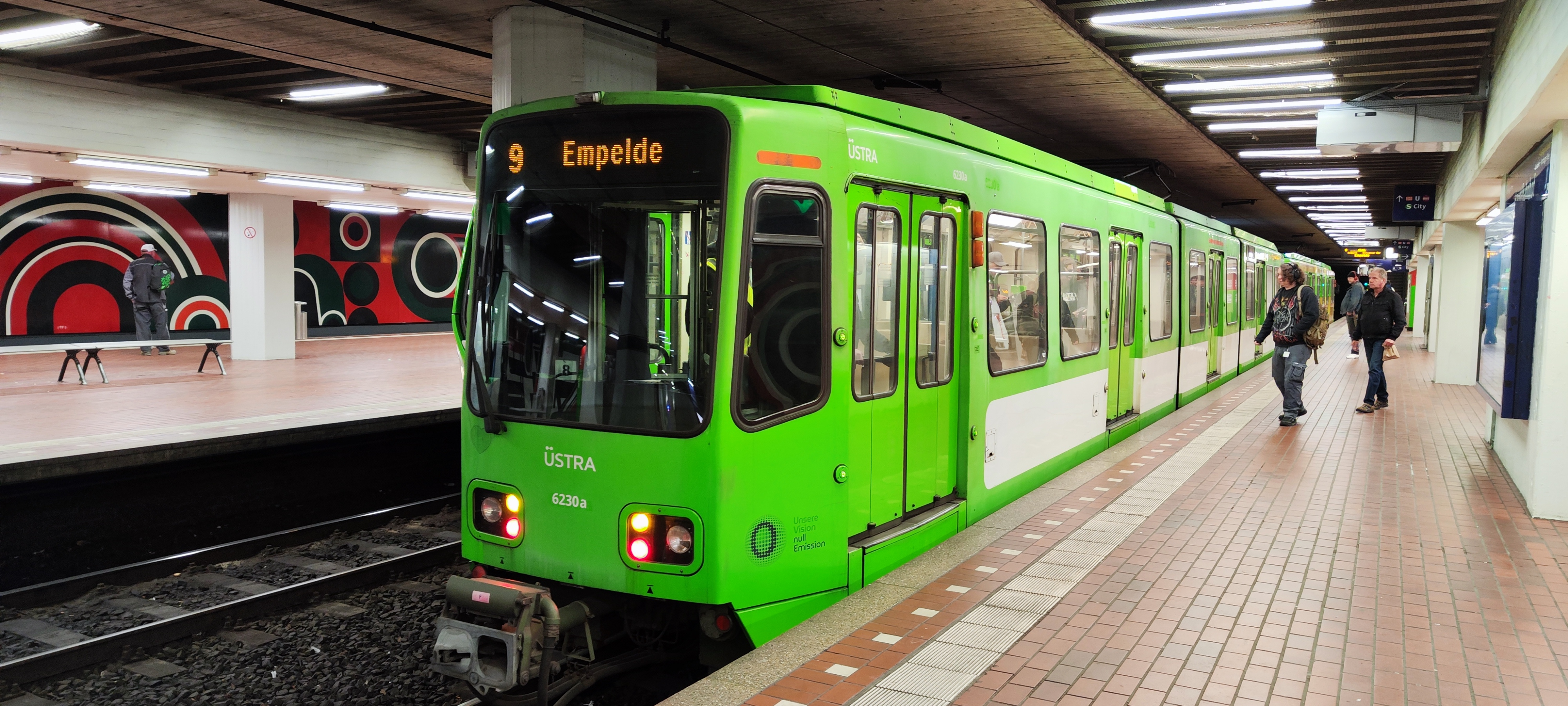
Le 6230 et un autre 6000 à l'arrêt Hauptbahnhof (2023).

### Essen
Le tramway d'Essen reçoit les premières motrices unidirectionnelles unifiées à voie métrique en 1951-1956. Les 513-519 réutilisent initialement les bogies de tramways d'avant-guerre de la série 500, détruits par la guerre et leurs pare-brise sont du même type que ceux de Hanovre. Les exemplaires suivants se caractérisent par leur pare-brise droit unifié. Les premiers trams articulés sont livrés en 1959-1960 sous la forme des GT6 (unidirectionnels) 601 à 660. En 1959, Duewag construit 12 rames articulées triples (numéros 701-712 puis entre 1701 et 1715) sur base de tramways à deux essieux des années 1900. Baptisés GT4ZR, ces trams bidirectionnels avec un court élément central dépourvu de roues reprennent l'aspect des GT6Z. 
En 1974-1977, 17 GT6 unidirectionnels sont reconstruits en GT8 par l'ajout d'un élément central ; mélangeant parfois des éléments de trams différents, ils reçoivent plus tard deux portes du côté gauche.
Les onze remorques unidirectionnelles 2521-2531 sont livrées en 1962-1966 et opèrent avec des tramways simples ou articulés. Les 2512-2516 et 2556-2562 livrées simultanément sont bidirectionnelles.

### Cologne
Cologne fait surtout appel aux trams du constructeur Westwaggon et DWM avant que les Duewag GT6 et GT8 ne se généralisent à partir des années 1960. Exception notable, 26 rames unidirectionnelles à deux éléments construites par Duewag en 1957-1958 sur base d'anciens trams à caisse en bois ; ils disparaissent dès 1970 au contraire des 207 GT8 (tous les Duewag GT6 ont été transformés en bi-articulés) dont les derniers sont radiés ou revendus après 2000.

## Le matériel Duewag en France
Le tramway de Lille a fait circuler des rames Duewag par le passé. 6 motrices ZR simples (de) bidirectionnelles de 1954-1955 puis 31 GT6Z articulées (de) datant de 1955 à 1959. 
Acquises d'occasion, les rames Duewag à écartement métrique du tramway de Lille provenaient des réseaux de tramway de Herten (Vestische Straßenbahnen (de)), de Bochum et de Genève (le matériel de Genève et une partie du matériel de Herten avait été racheté aux tramways de Mönchengladbach et d’Aix-la-Chapelle).
En 1994, elles ont été remplacés par les rames Breda VLC. La 399 (ex-296 de Bochum) assemblée en 1958 est préservée par l'AMITRAM et classée monument historique depuis 1999.

La n°353 de 1955.
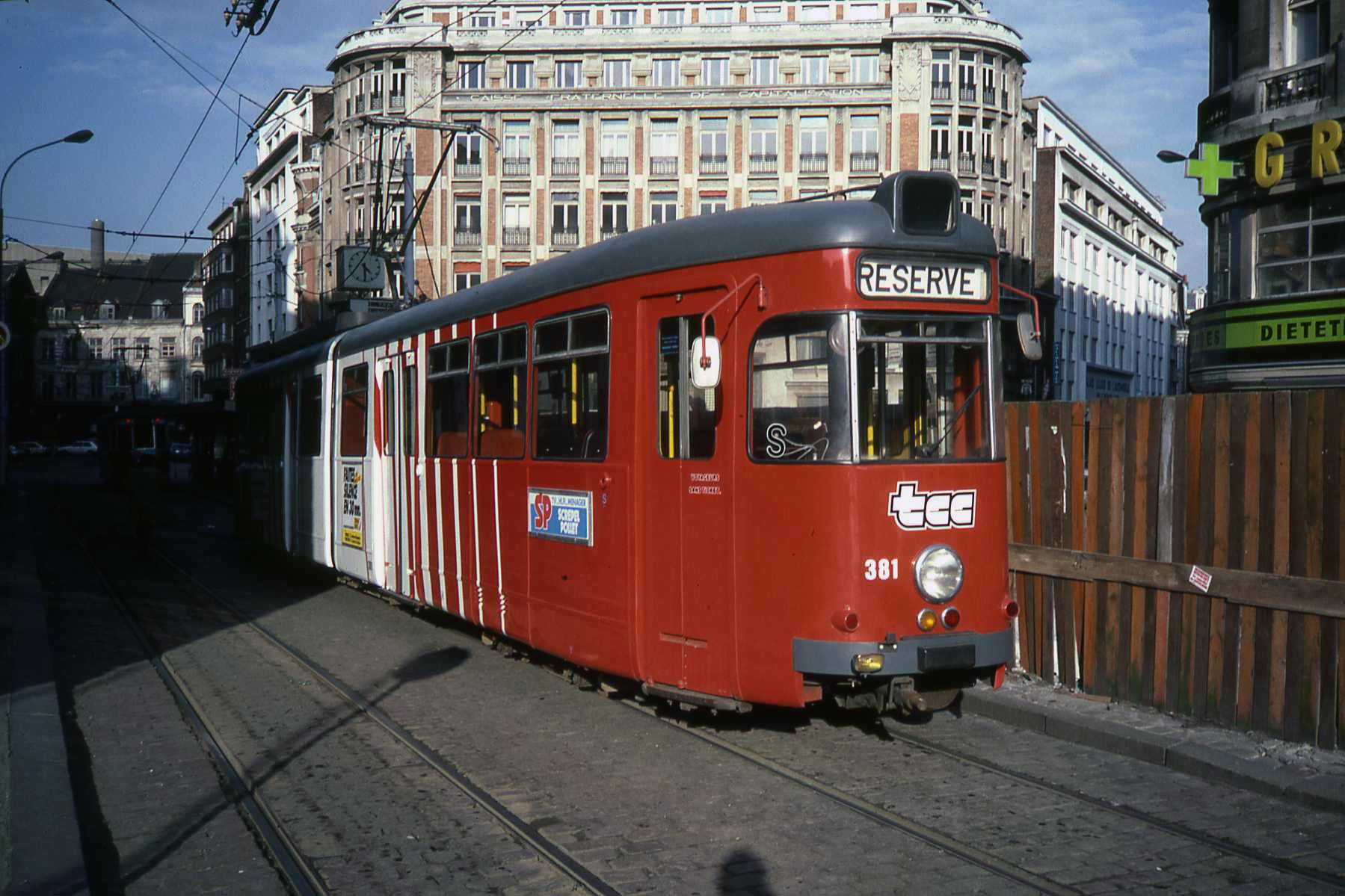
Rame Düwag sur le tramway de Lille - Roubaix - Tourcoing en 1983.
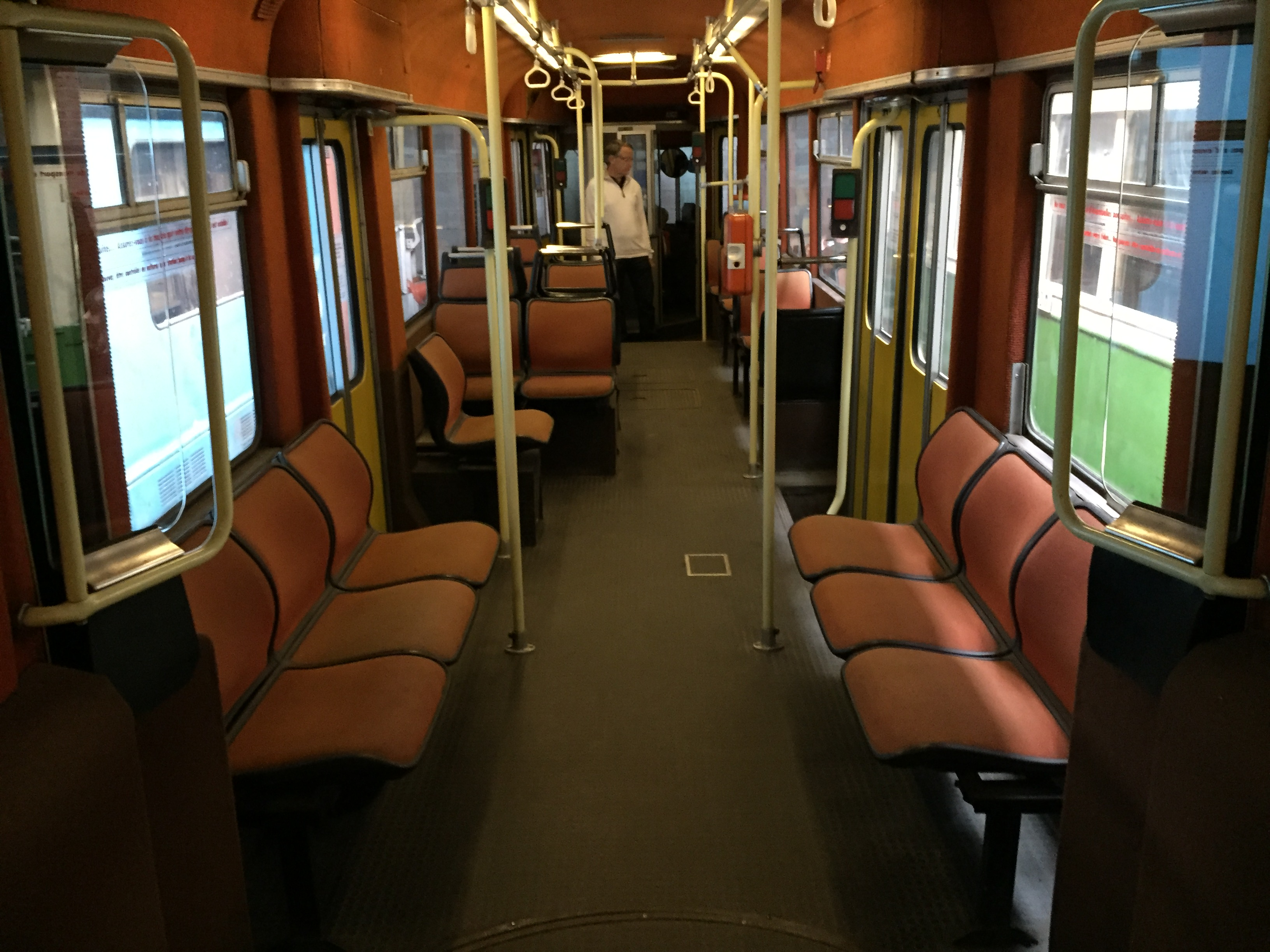
Intérieur de la rame n°399.

## Le matériel Düwag en Belgique
En 1962, la Société des transports intercommunaux de Bruxelles fit circuler deux tramways articulés différents afin de procéder à des essais : un prototype PCC articulé construit par La Brugeoise et Nivelles et un tramway Düwag venant de Copenhague. La rame Düwag ne fut pas retenue et a été renvoyée au réseau de Copenhague (da). Le prototype PCC de construction belge a, quant à lui, été gardé en service commercial sous le numéro 7500 jusqu'en 2010 avant d'être préservé par le Musée des Transports Urbains Bruxellois.
En 1994, le Tramway de Gand acheta d'occasion neuf Düwag GT6 de première génération issus des tramways (de) de Bochum. Tout premier matériel articulé en service à Gand, il ne donna pas satisfaction, à cause d'accidents de freinage et de nombreuses différences avec les tramways PCC. Les neuf rames furent mises hors-service en 1998 et démolies.

## Le matériel Düwag en Suisse
En 1973, les Transports publics genevois (TPG) rachètent cinq anciens Duewag GT6Z articulés au réseau d'Aix-la-Chapelle lesquels provenaient à l'origine du réseau allemand de Mönchengladbach. Classées dans la série des Be 4/6 795 à 799, elles renforcent le matériel circulant sur la ligne 12. Les 795 et 799, jamais utilisées, sont radiées dans les années 1980 tandis que les trois autres rejoignent les autres Duewag ex-allemandes du Tramway du Grand Boulevard à Lille.
La renaissance du réseau est réalisée par la commande des Transports publics genevois de 45 motrices Be 4/6 à plancher bas numérotées 801 à 830 qui seront livrées par VeVeY, Düwag et Brown-Boveri de 1987 à 1989. Parmi celles-ci, 22 ont été transformées en Be 4/8 par ajout d’un module central surbaissé.

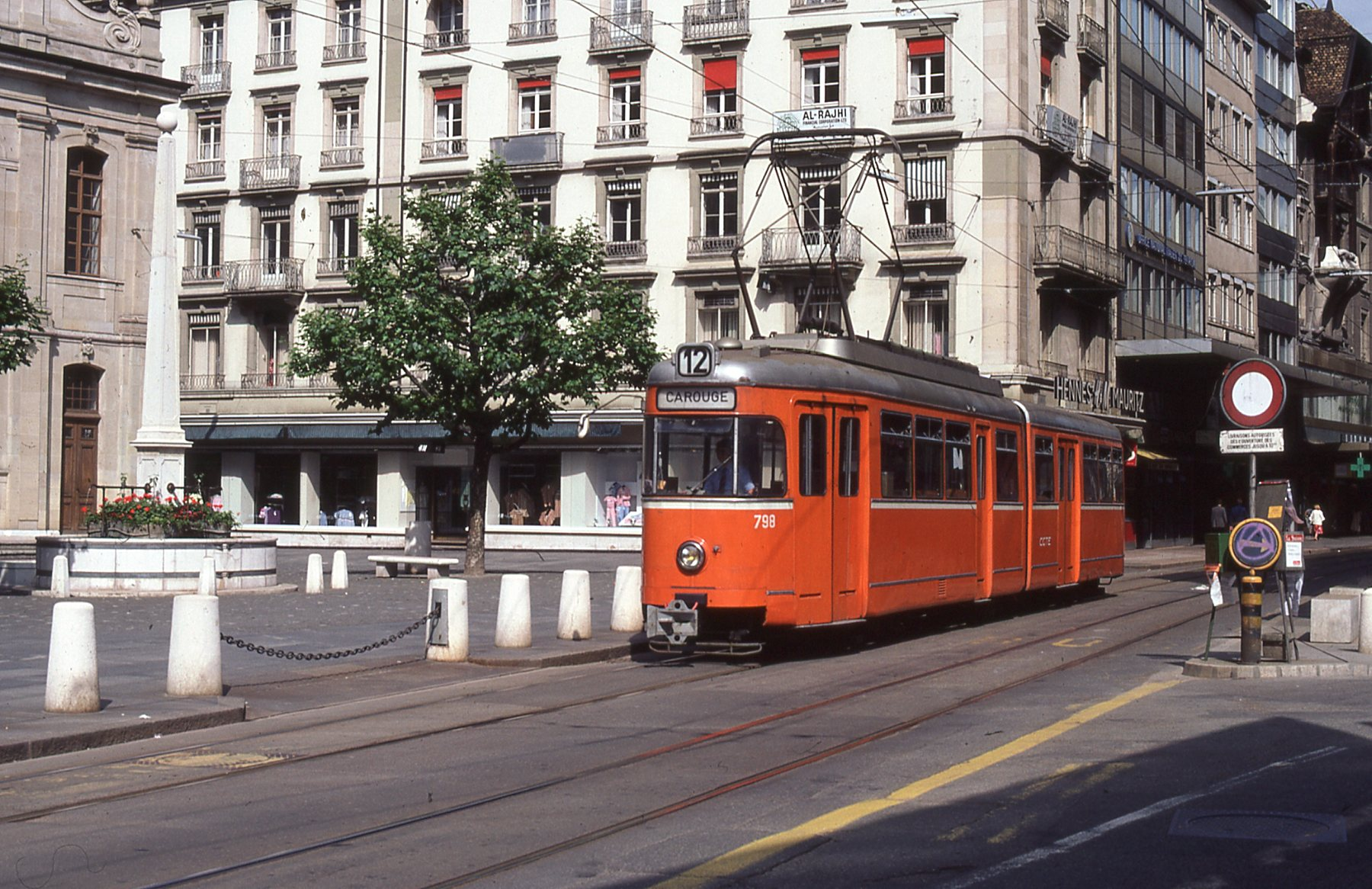
Ancien Düwag d'Aix-la-Chapelle à Genève.
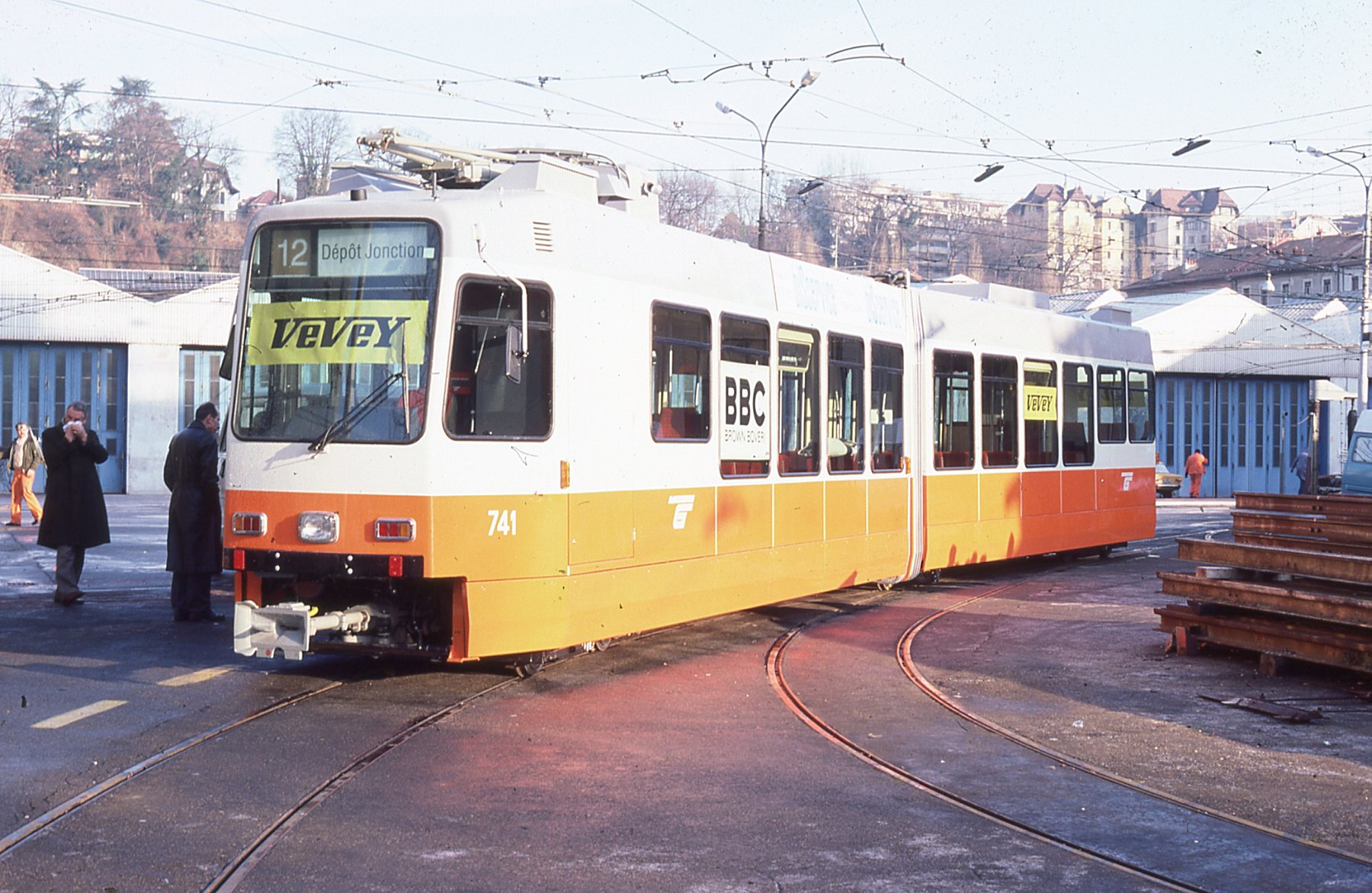
Une Be 4/6 à plancher bas en livrée d'origine.
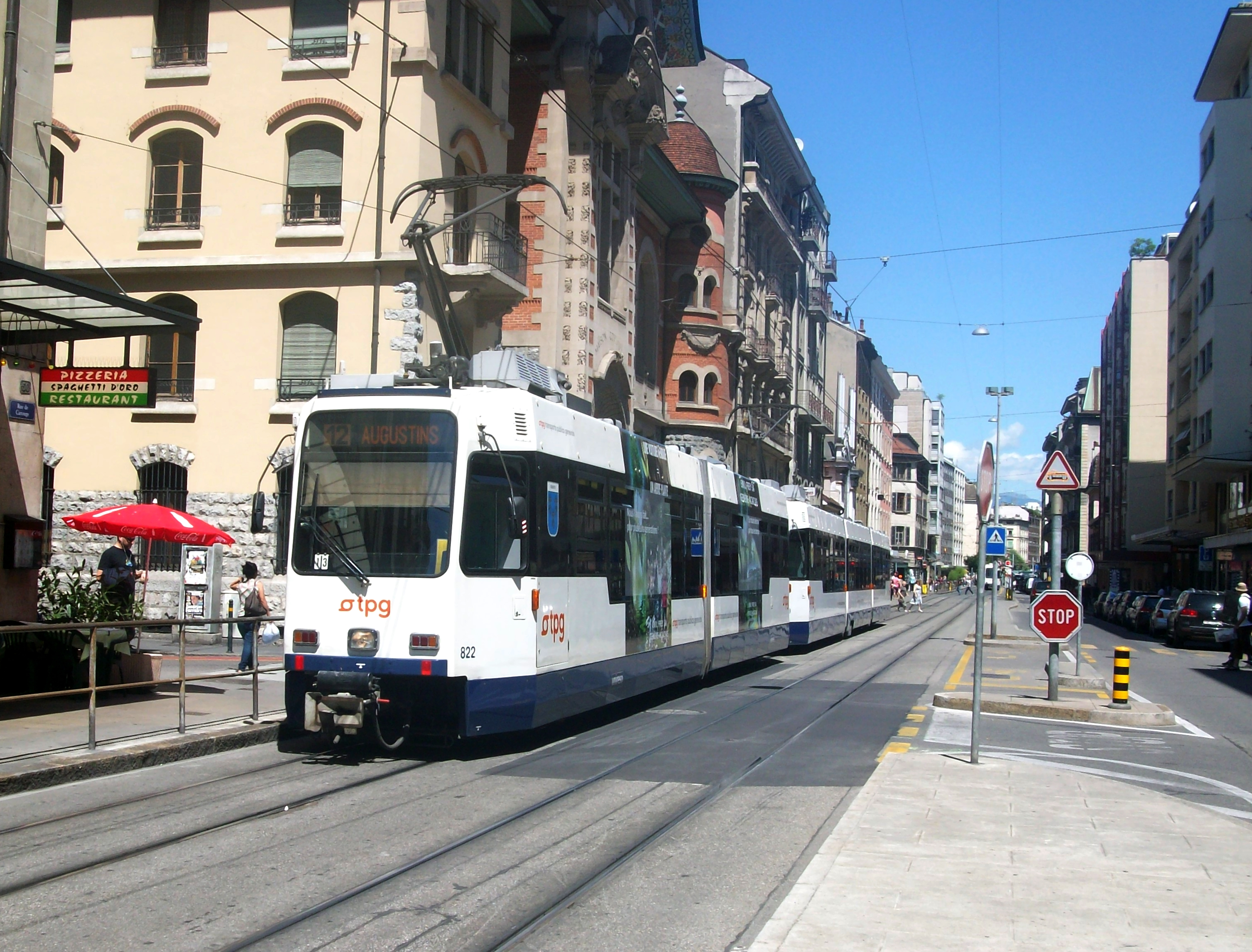
Couplage de Be 4/6 et Be 4/8.
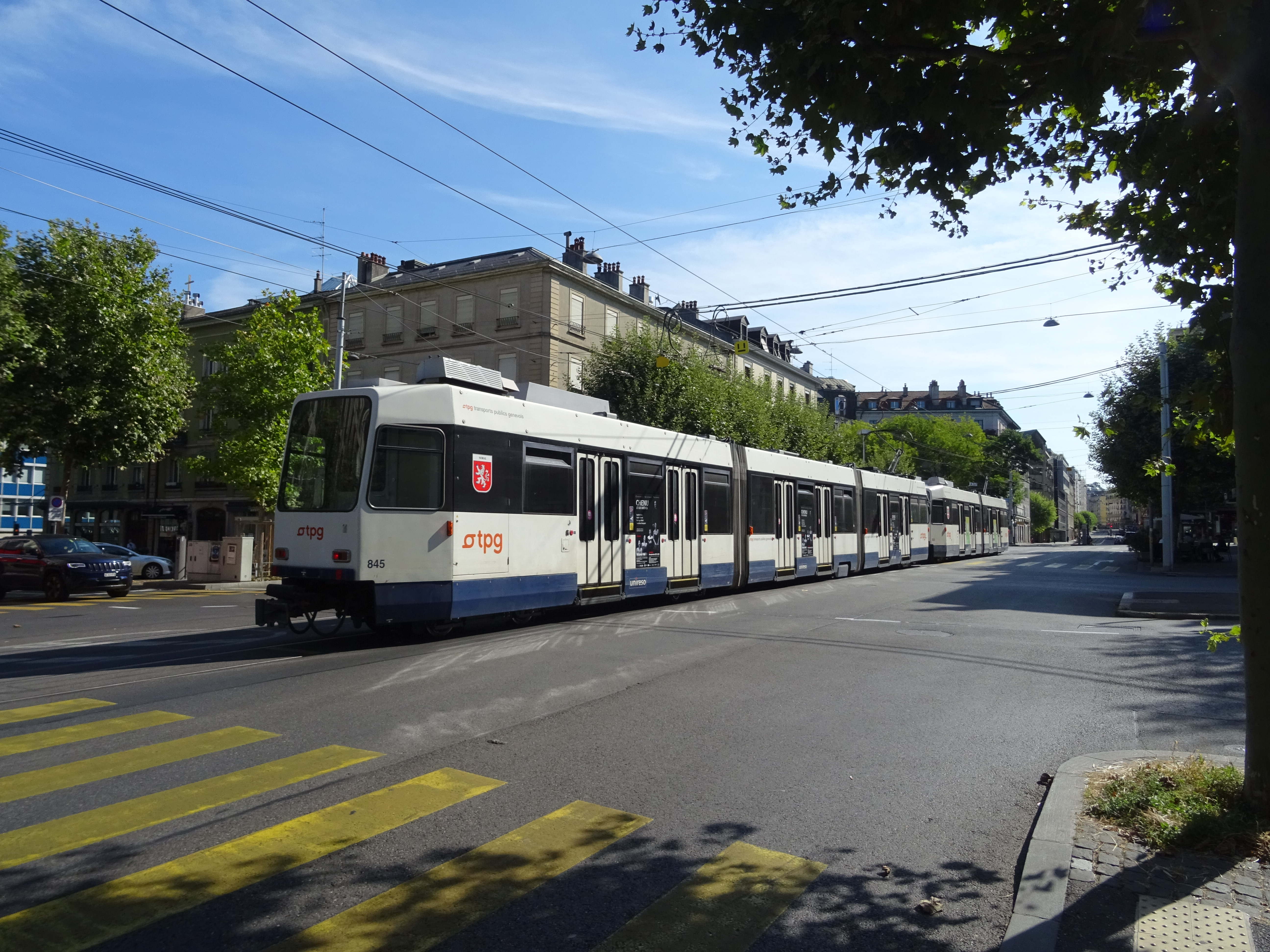
Vue arrière.